# Chitchana yukitsukai Sugar
Chitchana yukitsukai Sugar (jap. ちっちゃな雪使いシュガー Chitchana yukitsukai shugā; ang. A Little Snow Fairy Sugar) – japońskie anime wyprodukowane przez J.C.Staff. Wyemitowano 24 odcinki na kanale TBS od 2 października 2001 roku do 26 marca 2002. Wydane zostały również dwa odcinki OVA. Powstała też manga napisana i zilustrowana przez Botan Hanayashiki. Pierwotnie publikowana w magazynie Dragon Junior, poszczególne rozdziały zostały opublikowane w trzech tomach tankōbon przez Kadokawa Shoten.

## Muzyka
Opening
- „Sugar Baby Love” (odc. 2–23), Yōko Ishida

Ending
- „Snow Flower” (odc. 1–23), Maria Yamamoto
- „Sugar Baby Love” (odc. 24), Yōko Ishida